# Huh Yun-jin
Huh Yun-jin (em coreano: hangul: 허윤진; hanja: 許允眞; romaniz.: Romanização revisada: Heo Yunjin; McCune-Reischauer: Hŏ Yunjin; nascida em Irwon-dong, Gangnam-gu, Seul, Coreia do Sul, 8 de outubro de 2001) é uma cantora, compositora, produtora musical, dançarina, atriz e coreana-americana. Ela é integrante do grupo feminino sul-coreano Le Sserafim.

## Início de Vida
Huh Yun-jin nasceu em 8 de outubro de 2001, em Irwon-dong, distrito de Gangnam, Seul, Coreia do Sul. Ela e seus pais se mudaram para os Estados Unidos quando Huh tinha oito meses.

## Endossos
Em 28 de fevereiro de 2023, Huh se tornou a nova musa da marca coreana de maquiagem WakeMake.

## Discografia

### Singles
| Título                                                                      | Ano  | Peak chart positions | Álbum |
| Título                                                                      | Ano  | KOR                  | Álbum |
| --------------------------------------------------------------------------- | ---- | -------------------- | ----- |
| "Raise Y_our Glass"                                                         | 2022 | —                    | —     |
| "I ≠ Doll"                                                                  | 2023 | 199                  | —     |
| "Love You Twice" (피어나도록)                                               | 2023 | —                    | —     |
| "Blessing in Disguise"                                                      | 2023 | —                    | —     |
| "—" denota uma gravação que não traçou ou não foi lançada nesse território. |      |                      |       |

### Colaborações
| Título                                                                      | Ano  | Peak chart positions | Peak chart positions | Peak chart positions | Álbum                     |
| Título                                                                      | Ano  | KOR                  | NZ Hot               | SGP                  | Álbum                     |
| --------------------------------------------------------------------------- | ---- | -------------------- | -------------------- | -------------------- | ------------------------- |
| "Yes or No" (GroovyRoom feat. Huh Yun-jin e Crush)                          | 2024 | 32                   | —                    | —                    | —                         |
| "Stupid in Love" (Max feat. Huh Yun-jin)                                    | 2024 | 136                  | 11                   | 13                   | Love in Stereo            |
| "I Don't Know" (J-Hope feat. Huh Yun-jin)                                   | 2024 | —                    | —                    | —                    | Hope on the Street Vol. 1 |
| "—" denota uma gravação que não traçou ou não foi lançada nesse território. |      |                      |                      |                      |                           |

### Créditos de composição
Todos os créditos das canções são adaptados do banco de dados da Korea Music Copyright Association, salvo indicação em contrário.
| Ano  | Artista     | Canção                                                | Álbum                     | Letrista  | Letrista | Compositor | Compositor | Produtor  | Produtor                 |
| Ano  | Artista     | Canção                                                | Álbum                     | Creditada | Com | Creditada  | Com | Creditada | Com                      |
| ---- | ----------- | ----------------------------------------------------- | ------------------------- | --------- | --- | ---------- | --- | --------- | ------------------------ |
| 2022 | Le Sserafim | "Blue Flame"                                          | Fearless                  | Yes       | Megatone(13), Danke 2, 김인형, Danke 1, Danke 3, Kim Chae-won, 가영, Score(13), Gustavsson Caroline Sofie Elisabeth, Ronnie Icon, Hall Jonna Jackqueline Andersdotter                                                                        | Yes        | Megatone(13), Danke 2, 김인형, Danke 1, Danke 3, Kim Chae-won, 가영, Score(13), Gustavsson Caroline Sofie Elisabeth, Ronnie Icon, Hall Jonna Jackqueline Andersdotter                                                                        | Não       | N/A                      |
| 2022 | Huh Yun-jin | "RAISE Y_OUR GLASS"                                   | Adicionado à nenhum álbum | Yes       | Megatone, Juk Jae, Score | Yes        | Megatone, Juk Jae, Score | Yes       | Megatone, Juk Jae, Score |
| 2022 | Le Sserafim | "Impuries"                                            | Antifragile               | Yes       | Megatone, Danke 2, 이형석, Danke 1, Danke 3, 박상유, 김채아, Hitman Bang, 조윤경, Score, Klein Daniel Dicky, Taft CHARLOTTE Elizabeth, Blvsh, Hall Jonna Jacqueline Andersdotter, Mlhr NiKolay, Omar Jato, Kramer Hayes Thomas, Szabo Maggie | Yes        | Megatone, Danke 2, 이형석, Danke 1, Danke 3, 박상유, 김채아, Hitman Bang, 조윤경, Score, Klein Daniel Dicky, Taft CHARLOTTE Elizabeth, Blvsh, Hall Jonna Jacqueline Andersdotter, Mlhr NiKolay, Omar Jato, Kramer Hayes Thomas, Szabo Maggie | Não       | N/A                      |
| 2022 | Le Sserafim | "No Celestial"                                        | Antifragile               | Yes       | Megatone, Danke 2, 김인형, Danke 1, Danke 3, Young Chance, 박상유, Score, Harambasic Nermin Berg Tollbom Ellen ANNIE Besta, Cazziopeia, Ronnie Icon, Quero Linda, Finnseter Júlia Bognar, Howard Olívia Christine                            | Yes        | Megatone, Danke 2, 김인형, Danke 1, Danke 3, Young Chance, 박상유, Score, Harambasic Nermin Berg Tollbom Ellen ANNIE Besta, Cazziopeia, Ronnie Icon, Quero Linda, Finnseter Júlia Bognar, Howard Olívia Christine                            | Não       | N/A                      |
| 2022 | Le Sserafim | "Good Parts(When The Quality Is Bad But I am)"        | Antifragile               | Yes       | Megatone(13), Danke 2, Danke 1, Danke 3, 차유빈, SCORE(13), Halmiton-Andrews Jenna Lauren Antonia Elyse, Miyawaki Sakura, Bilowitz Alexander Joshua, Davern Salem Ilese, Lambroza Nolan Joseph, Rosen Simon                                  | Yes        | Megatone(13), Danke 2, Danke 1, Danke 3, 차유빈, SCORE(13), Halmiton-Andrews Jenna Lauren Antonia Elyse, Miyawaki Sakura, Bilowitz Alexander Joshua, Davern Salem Ilese, Lambroza Nolan Joseph, Rosen Simon                                  | Não       | N/A                      |
| 2023 | Huh Yun-jin | "I≠Doll"                                              | Adicionado à nenhum álbum | Yes       | Megatone(13), Score(13) | Yes        | Megatone(13), Score(13) | Yes       | 13                       |
| 2023 | Huh Yun-jin | "Love You Twice"                                      | Adicionado à nenhum álbum | Yes       | Noh Ju Hwan | Yes        | Noh Ju Hwan | Yes       | Noh Ju Hwan              |
| 2023 | Le Sserafim | "이브프시케그리고푸른수염의아내"                      | Unforgiven                | Yes       | Megatone(13), Danke 2, 이형석, Danke 1, Danke 3, Hitman Bang, Score(13), Dahlqvist Gusten Robert, Shapiro Benjamin Gabriel, Karimi Arineh, Wright Maia Linnea, Thulin Max Erik Peter                                                         | Não        | N/A | Não       | N/A                      |
| 2023 | Le Sserafim | "피어나(Between You Me and The Lamppost)"             | Unforgiven                | Yes       | Megatone, Juk Jae, Kim Chae-won, Nakamura Kazuha, Eunchae, Hitman Bang, Score, Miyawaki Sakura | Yes        | Megatone, Juk Jae, Nakamura Kazuha, Eunchae, Hitman Bang, Score | Yes       | Jukjae, 13               |
| 2023 | Le Sserafim | "이브프시케그리고푸른수염의아내(FEAT.UPSAHL)"         | Adicionado à nenhum álbum | Yes       | Megatone(13), DANKE 2, 이형석, Danke 1, Danke 3, Hitman Bang, Score(13), Dahlqvist GUSTEN Robert, Shapiro Benjamin Gabriel, Karimi Arineh, Wright Maia Linnea, Thulin Max Erik Peter, Upsahl                                                 | Não        | N/A | Não       | N/A                      |
| 2023 | Le Sserafim | "이브프시케그리고푸른수염의아내(Rina Sawayama REMIX)" | Adicionado à nenhum álbum | Yes       | Megatone(13), Danke 2, 이형석, Danke 1, Danke 3, Hitman Bang, Score(13), Dahlqvist Gusten Robert, Shapiro Benjamin Gabriel, Karimi Arineh, Wright Maia Linnea, Thulin Max Erik Peter, Rina Sawayama, Crisp Adam Mark                         | Não        | N/A | Não       | N/A                      |
| 2023 | Le Sserafim | "이브프시케그리고푸른수염의아내(FEAT.Demi Lovato)"    | Adicionado à nenhum álbum | Yes       | Megatone(13), Danke 2, 이형석, Danke 1, Danke 3, Hitman Bang, Score(13), Dahlqvist GUSTEN Robert, Shapiro Benjamin Gabriel, Karimi Arineh, Wright Maia Linnea, Thulin Max Erik Peter, Crisp Adam Mark, Demi Lovato                           | Não        | N/A | Não       | N/A                      |
| 2023 | Huh Yun-jin | "Blessing In Didguise"                                | Adicionado à nenhum álbum | Yes       | Pdogg | Yes        | Pdogg | Yes       | Pdogg                    |
| 2023 | Le Sserafim | "Perfect Night"                                       | Adicionado à nenhum álbum | Yes       | Megatone(13), Hitman Bang, Score(13), Aquilina Lauren Amber, Hanna Ninos, Andersson Marcus A, Jarelius Persson Niklas Per, Quinn Sofia, Gbotto Carlsson Isabelle Zikai, Kiddl-Ai, Perez Jorge Luis Jr                                        | Yes        | Megatone(13), Hitman Bang, Score(13), Aquilina Lauren Amber, Hanna Ninos, Andersson Marcus A, Jarelius Persson Niklas Per, Quinn Sofia, Gbotto Carlsson Isabelle Zikai, Kiddl-Ai, Perez Jorge Luis Jr                                        | Não       | N/A                      |
| 2024 | GroovyRoom  | "Yes or No (feat. Huh Yun-jin e Crush)"               | Adicionado à nenhum álbum | Yes       | GroovyRoom1, GroovyRoom2, Evan, 김이나 | Não        | N/A | Não       | N/A                      |
| 2024 | MAX         | "Stupid In Love (feat. Huh Yun-jin)"                  | Adicionado à nenhum álbum | Yes       | MAX, Dear Michael C, Imad Royal, Olan Sipe | Não        | N/A | Não       | N/A                      |
| 2024 | Le Sserafim | "Smart"                                               | Easy                      | Yes       | Megatone(13), Supremo Boi, 이은화, Ilmar Bang, Score(13), Herrgaardh, Teodor Ulf Vincent, Hadar, Leoef Elliot, Garabito Paige, Josephine, Charlie, Maming Jasmin-Lee, Zzz                                                                    | Yes        | Megatone(13), Supremo Boi, 이은화, Ilmar Bang, Score(13), Herrgaardh, Teodor Ulf Vincent, Hadar, Leoef Elliot, Garabito Paige, Josephine, Charlie, Maming Jasmin-Lee, Zzz                                                                    | Não       | N/A                      |
| 2024 | Le Sserafim | "Swan Song"                                           | Easy                      | Yes       | Slow Rabbit, Megatone(13), Supreme boi, Kim Chae-won, Kazuha, Hitman Bang, Score(13), Miyawaki Sakura, Tranter Justin Drew, Clark Sarah Troy                                                                                                 | Yes        | Slow Rabbit, Megatone(13), Supreme boi, Kim Chae-won, Kazuha, Hitman Bang, Score(13), Miyawaki Sakura, Tranter Justin Drew, Clark Sarah Troy                                                                                                 | Não       | N/A                      |
| 2024 | Le Sserafim | "We got so much"                                      | Easy                      | Yes       | Megatone(13), Danke 2, Danke 1, Danke 3, Eun-chae, Hitman Bang, Score(13), 노주환, Vivere Sofia | Yes        | Megatone(13), Danke 2, Danke 1, Danke 3, Eun-chae, Hitman Bang, Score(13), 노주환, Vivere Sofia | Não       | N/A                      |
| 2024 | Le Sserafim | "Crazy"                                               | Crazy                     | Yes       | Megatone, Supreme Boi, Hitman Bang, Score, Leven Kali, Torrey Jake, Pavel Anthony, Miyawaki Sakura, Jbach, Ibanez Amanda Renee, Ibanez, Isorena Julian                                                                                       | Yes        | Megatone, Supreme Boi, Hitman Bang, Score, Leven Kali, Torrey Jake, Pavel Anthony, Miyawaki Sakura, Jbach, Ibanez Amanda Renee, Ibanez, Isorena Julian                                                                                       | Não       | N/A                      |
| 2024 | Le Sserafim | "Crazier" (미치지 못하는 이유)                        | Crazy                     | Yes       | "hitman" bang, Megatone(13), SCORE(13) | Yes        | "hitman" bang, Megatone(13), SCORE(13) | Yes       | 13                       |
| 2025 | Huh Yun-jin | "Jellyfish"                                           | Adicionado à nenhum álbum | Yes       | 류현우, divahh | Yes        | 류현우, divahh | Yes       | divahh                   |

## Videografia

### Videoclipes
| Ano  | Título                        | Diretor(es) | Ref.   |
| ---- | ----------------------------- | ----------- | ------ |
| 2022 | "Raise Y_our Glass"           | Geeeembo    | [ 17 ] |
| 2023 | "I ≠ Doll"                    | —           | [ 18 ] |
| 2023 | "Love You Twice" (피어나도록) | —           | [ 19 ] |
| 2023 | "Blessing in disguise"        | Geeeembo    | [ 20 ] |

## Filmografia

### Programas de Televisão
| Ano  | Titulo     | Papel       | Notas     |
| ---- | ---------- | ----------- | --------- |
| 2018 | Produce 48 | Concorrente | 26° lugar |

## Ligações Externas
- Commons

1. 1 2  Apenas como membro do Le Sserafim.